# Thảm sát cầu Đăk Lung
Thảm sát cầu Đăk Lung năm 1975 là một vụ thảm sát do Quân lực Việt Nam Cộng hòa gây ra tại khu vực cầu Đăk Lung thuộc tỉnh Bình Phước vào ngày 06 tháng 01 năm 1975, sát hại hơn 300 người dân vô tội.

## Diễn biến
Khi kế hoạch giải tỏa Phước Long khỏi tay Quân Giải phóng miền Nam Việt Nam bị thất bại, Quân lực Việt Nam Cộng hòa chạy về hướng Quảng Đức. Vào trưa ngày 6 tháng 1 năm 1975, Không lực Việt Nam Cộng hòa dùng máy bay ném bom xung quanh khu vực Phước Long và căn cứ Đăk Lung giết chết hàng trăm thường dân vô tội, đặc biệt tại cầu Đăk Lung có hơn 300 dân thường.